# 爭鋒相辯
《爭鋒相辯》為Disney+於2022年年9月21日起播出的原創韓國剧集，改編自韓國作家鄭慧真的同名散文，由《復仇吧》《Good Job》的姜民求導演與新人編劇金丹合作打造。此劇講述了為了成功而咬牙切齒的狠毒律師盧昔意和一旦介入就會緊咬不放的古怪律師左時白共同努力找出他們面臨的案件中隱藏的真相。

## 演員陣容

### 主要人物
| 演員                                     | 角色   | 介紹 |
| 鄭麗媛 （少年：黃智雅） （童年：俞彩妍） | 盧昔意 | 從勝訴率第一的著名律師事務所律師被降職爲國選專門負責人的她,就像「善良地生活」的名字「No(노)」一樣，與善良保持距離，爲了勝訴不擇手段，激烈地生活着。但是，在晉升合作伙伴之前，為了協助有恩於她的好友李順英脫罪而背叛了張山，被處罰於張山停職一年，一年內專門負責國選辯護。她的目標是，負責重量級事件，成爲國選界的標誌性人物，儘快回歸律師事務所。 |
| 李奎炯                                   | 左時白 | 被稱爲「瘋子」的他，對強者來說即使刺了也不會流一滴血，但是對於弱者來說，他是一個可以獻出自己血的人物。也許正因如此，以司法研修院首席畢業的他，在法官、檢察官、TOP3律師事務所中可以選擇任何東西，但他果斷地拒絕了所有提案，成為國選律師正在進行免費辯論。但是，連一起工作很長時間的事務長也不知道他的私生活，存在不為人知的神秘之處。              |
| 鄭進永                                   | 張基道 | 擁有巨大雄心壯志的大型律師事務所「張山」的代表。站在盧昔意、左時白對立面的人物。 |

### 張山律師事務所
| 演員   | 角色   | 介紹                                                                           |
| 全茂松 | 張炳川 | 張基道的父親，「張山」律師事務所的會長。與盧昔意的奶奶是舊識，相當疼愛盧昔意。 |
| 金惠恩 | 吳荷蘭 | 「伊厚建設」的專務、張基道的妻子。                                             |
| 朴素珍 | 張李然 | 張基道的女兒。是個內心焦躁不安的人物。                                         |
| 洪書俊 | 吳大賢 | 幫助和支持張基道野心的策略師。                                                 |
| 金泰勳 | 馬尚漢 | 盧昔意的競爭對手。                                                             |

### 其他人物
| 演員   | 角色   | 介紹 |
| 柳聖賢 | 曹賢植 | 江城製藥公司代表亦是張基道的叔叔。 |
| 金相浩 | 申治植 | 餃子店的老闆，是盧昔意和左時白的溝通橋樑。 |
| 鄭敏聖 | 李東弼 | 患有失憶，症狀時好時壞，受到申治植很大的幫助。 |
| 高圭弼 | 都永秀 | 在盧昔意和左時白的國選辦公室工作的事務長。有時和時白鬥嘴，有時依靠時白像兄弟一樣相處，但是對時白卻一無所知。另外，由於他無所忌憚暢所欲言，所以是個庸俗、眼力見快的人。 |
| 李尚熙 | 柳景珍 | 廣域犯罪調查隊警衛。他不僅有能力、犀利、推進力強，而且不會被外部勢力動搖。                                                                                             |
| 朴正學 | 尹碩久 | 作爲日新電器的代表理事，爲了公司的成功和成長，什麼都做的人物。 |
| 金基南 | 朴德萬 | 經常製造假車禍敲竹槓，經盧昔意介紹去學習一技之長。 |
| 金珠妍 | 李順英 | 小吃店老闆娘，盧昔意在育幼院時的朋友。 |
| 車美京 | 韓純愛 | 72歲，左時白的房東，經營一家雜貨店，很關心左時白。 |
| 閔成旭 | 朴炳宰 | 朝中日報記者。 |
| 吳萬錫 | 盧有哲 | 盧昔意的父親。一名遭免職的記者，現為麵包師傅。 |
| 申賢宗 | 朴康一 | 育幼院院長。 |
| 李泰九 | 尹度昌 | 涉嫌誘拐未成年人。 |

## 原聲帶
- 發行日期：2022年10月12日

| 曲序     | 曲目          | 歌手         | 时长  |
| -------- | ------------- | ------------ | ----- |
| 1.       | Veil          | YELO         | 3:16  |
| 2.       | Silver Lining | CALi         | 2:00  |
| 3.       | Lost          | 宰然（SWAY） | 3:19  |
| 4.       | Complicated   | I'll         | 2:54  |
| 5.       | Stay          | 金浩妍       | 3:48  |
| 总时长： | 总时长：      | 总时长：     | 15:17 |

## 分集
| 集數 | 導演   | 編劇 | 上線日期       | 片長   |
| --- | ------ | ---- | -------------- | ------ |
| 1 | 姜民求 | 金丹 | 2022年9月21日  | 64分鐘 |
| 張山的王牌律師盧昔意為了勝訴不擇手段，但對造律師左時白卻讓她心煩氣躁。在升任合夥律師前夕，昔意接到兒時育幼院朋友的電話。發布升任合夥律師當天，她因涉嫌教唆自殺被緊急逮捕。                                                                            |        |      |                |        |
| 2 | 姜民求 | 金丹 | 2022年9月21日  | 67分鐘 |
| 時白幫助昔意被釋放。昔意遵從張山代表律師張基道的指示，像落水狗般來到淨夏市公設辯護人辦公室工作。她一心想著成為模範公設辯護人後回歸張山。江城製藥的曹賢植代表向昔意表達關切。                                                                          |        |      |                |        |
| 3 | 姜民求 | 金丹 | 2022年9月28日  | 64分鐘 |
| 曹賢植被發現以跪姿陳屍在浴缸前，因擔心被性騷擾的昔意而追車的時白被列為嫌犯。另一方面，時白給輕易就保證會勝訴的昔意一記當頭棒喝。開庭過程不如昔意的預期，她還因委託人完全不同於先前的樣貌而感到慌張，也同時感受到自己漸漸受到時白影響。                |        |      |                |        |
| 4 | 姜民求 | 金丹 | 2022年9月28日  | 66分鐘 |
| 時白被昔意發現住在隔壁，兩人關係越來越緊密。時白拜託昔意接下聽障人士委託的案件。為了累積自己的豐功偉業，昔意進行冗長辯論，最終成功勝訴。隔天，沉浸在勝訴喜悅、喝得爛醉的昔意一睜開眼發現自己居然在時白的家。                                          |        |      |                |        |
| 5 | 姜民求 | 金丹 | 2022年10月5日  | 62分鐘 |
| 尹碩久社長被殺害的手法與曹賢植命案如出一轍。警方正式朝連環命案方向來展開調查。從小一起長大的張基道之女李然以委託人身分來見昔意。怒不可遏的李然把問題歸咎在昔意身上，並掐著她的脖子，使昔意驚慌不已。與此同時，第三位被害人的屍體浮上水面。            |        |      |                |        |
| 6 | 姜民求 | 金丹 | 2022年10月5日  | 60分鐘 |
| 海宋育幼院院長遭到殺害，昔意和曹賢植的關係受到懷疑，陷入了為難的境地。在警察局接受調查的昔意雖然得知了時白異常的行為，卻替時白做了不在場證明並包庇了他。昔意認為時白不可能殺人，但她心中的懷疑逐漸壯大。                                              |        |      |                |        |
| 7 | 姜民求 | 金丹 | 2022年10月12日 | 72分鐘 |
| 昔意向委託人如實坦承過去在張山所犯下的過錯，並決定幫助她。在山谷手工餃子聽了時白傷心的故事後，昔意和時白變得更加親近。但時白卻越來越古怪，此時又發生了一名被害人遭到襲擊的案件。                                                                      |        |      |                |        |
| 8 | 姜民求 | 金丹 | 2022年10月12日 | 70分鐘 |
| 全在浩局長受到水刑卻撿回一條命。昔意因為和曹賢植有所牽扯而受人非議，時白安慰了因此難過的昔意。接受基道的提議後，受邀進行公開支持候選人訪談的時白被以殺人犯身分逮捕。昔意想相信時白。                                                                  |        |      |                |        |
| 9 | 姜民求 | 金丹 | 2022年10月19日 | 62分鐘 |
| 基道的參選儀式舉辦當天炳川被發現已經身亡。基道試圖偽造成自然死亡並低調掩蓋，卻隱藏不了他的痕跡。陷入哀傷的昔意接到德萬語無倫次的電話。殺害炳 川後自首的德萬在看守所中自殺，昔意開始懷疑基道。調查即將結束前，出現了新的人物聲稱自己是連環命案的真凶。 |        |      |                |        |
| 10 | 姜民求 | 金丹 | 2022年10月19日 | 60分鐘 |
| 時白自稱是財閥連環命案的真凶。他保持緘默並要求昔意擔任他的律師。昔意見到時白後頓時感到憤怒又混亂。就在時白終於開口的瞬間，有人來到全在浩的病房。 |        |      |                |        |
| 11 | 姜民求 | 金丹 | 2022年10月26日 | 61分鐘 |
| 昔意開始調查時白並追查他真正的身分。她在山谷手工餃子發現凶器後，確信致就是共犯。在查出和炳川、基道相關的過去真相後，昔意握著所有證據去見基道。 |        |      |                |        |
| 12 | 姜民求 | 金丹 | 2022年10月26日 | 81分鐘 |
| 昔意得知關於殺害奶奶的凶手驚人的真相。昔意對於明知真相卻一直欺騙自己的基道憤怒不已。她把基道逼入死角並打算揭發所有的真相。國會議員選舉當天，致植叫來基道後從樓頂一躍而下。昔意因為30年前案件的再審站上法庭，為了揭開真相，導正過去的錯誤而開始辯論。  |        |      |                |        |

## 獎項榮譽
| 年份   | 頒獎禮            | 獎項                | 入圍者 | 結果 | 備註  |
| 2023年 | 第2屆青龍系列大獎 | 電視劇部門 女主角賞 | 鄭麗媛 | 提名 | [ 3 ] |

## 外部連結
- 在Disney+上觀看《爭鋒相辯》
- Daum上《爭鋒相辯》的資料
- 豆瓣电影上《爭鋒相辯》的資料 （简体中文）